# (164358) 2005 DB
(164358) 2005 DB es un asteroide perteneciente al cinturón de asteroides descubierto el 16 de febrero de 2005 por Stefano Sposetti desde el Observatorio Astronómico de Gnosca, Gnosca, Suiza.

## Designación y nombre
Designado provisionalmente como 2005 DB.

## Características orbitales
2005 DB está situado a una distancia media del Sol de 3,139 ua, pudiendo alejarse hasta 3,264 ua y acercarse hasta 3,014 ua. Su excentricidad es 0,040 y la inclinación orbital 10,044 grados. Emplea 2031,18 días en completar una órbita alrededor del Sol.
Los próximos acercamientos a la órbita de Júpiter ocurrirán el 15 de marzo de 2048, el 5 de julio de 2058 y el 20 de diciembre de 2068.
Pertenece a la familia de asteroides de (221) Eos.

## Características físicas
La magnitud absoluta de 2005 DB es 15,05. Tiene 4,309 km de diámetro y su albedo se estima en 0,114.